# HNoMS Eskdale (L36)
HNoMS Eskdale (L36) là một tàu khu trục hộ tống lớp Hunt Kiểu III của Hải quân Hoàng gia Na Uy hoạt động trong Chiến tranh Thế giới thứ hai. Nguyên được Anh Quốc chế tạo như là chiếc HMS Eskdale và hạ thủy năm 1942, nó được chuyển cho Na Uy và nhập biên chế như là chiếc HNoMS Eskdale, hoạt động cùng Hải quân Anh với một thủy thủ đoàn người Na Uy. Con tàu bị đánh chìm do trúng ngư lôi phóng từ tàu phóng lôi E-boat trong eo biển Manche vào ngày 14 tháng 4 năm 1943.

## Thiết kế và chế tạo
HMS Eskdale được đặt hàng vào ngày 23 tháng 8, 1940 cho hãng Cammell Laird tại Birkenhead trong Chương trình Chiến tranh Khẩn cấp 1940 và được đặt lườn vào ngày 18 tháng 1, 1941. Nó được hạ thủy vào ngày 16 tháng 3, 1942; tên nó được đặt theo rừng săn cáo Eskdale tại Cumberland, và là chiếc tàu chiến duy nhất của Hải quân Anh được đặt cái tên này. Con tàu được cộng đồng dân cư Kendal thuộc hạt Cumbria đỡ đầu trong khuôn khổ cuộc vận động gây quỹ Tuần lễ Tàu chiến năm 1942. Eskdale  được chuyển cho chính phủ Na Uy lưu vong vào tháng 6, 1942 nhằm thay thế cho tàu khu trục HMS Newport (G54) được Anh cho mượn, vốn không thể đáp ứng nhu cầu hoạt động. Nó nhập biên chế cùng Hải quân Hoàng gia Na Uy như là chiếc HNoMS Eskdale vào ngày 20 tháng 7, 1942.

## Lịch sử hoạt động

### 1942
Sau khi hoàn tất vào ngày 25 tháng 7, 1942, Eskdale tiến hành chạy thử máy trước khi chuyển đến Scapa Flow, nơi nó gia nhập Hạm đội Nhà và tiếp tục được trang bị hoàn thiện, rồi được điều đến Portsmouth vào tháng 8.
Vào ngày 2 tháng 9, Eskdale tham gia cùng các tàu khu trục Campbell (D60) và Malcolm (D19) cùng tàu khu trục hộ tống chị em Farndale (L70) để hộ tống cho Đoàn tàu PQ18 hướng sang Murmansk, Liên Xô. Hoàn thành chặng đầu tiên của hành trình từ Loch Ewe, Scotland đến Iceland, nó tách khỏi đoàn tàu bốn ngày sau đó để quay trở về Portsmouth, nơi nó gia nhập Chi hạm đội Khu trục 1 vào ngày 8 tháng 9. Con tàu đảm nhiệm việc tuần tra và hộ tống vận tải ven biển tại khu vực eo biển Manche và Khu vực Tiếp cận phía Tây.
Đến ngày 13 tháng 10, Eskdale cùng các tàu khu trục chị em Cottesmore (L78), Quorn (L66), Albrighton (L12) và HNoMS Glaisdale (L44) tham gia cùng các đội tàu phóng lôi trong một chiến dịch nhằm đánh chặn tàu tuần dương phụ trợ Đức Komet tại eo biển Manche, vốn đang trên đường tiến ra Đại Tây Dương để đánh cướp tàu buôn Đồng Minh. Komet bị đánh chìm bởi hỏa lực phối hợp từ hải pháo của Eskdale và hai quả ngư lôi từ tàu phóng lôi MTB 236, ở tọa độ 49°44′B 01°32′T / 49,733°B 1,533°T, không có thành viên thủy thủ đoàn nào sống sót.
Vào ngày 12 tháng 11, trong một trận đụng độ ngoài khơi Dieppe, Eskdale chịu đựng hư hại đáng kể cho buồng lái và bộ điều khiển hỏa lực; nó phải sử dụng hệ thống bánh lái dự phòng trên đường quay trở về cảng. Con tàu đi đến Portsmouth ba ngày sau đó để sửa chữa.

### 1943
Hoàn tất việc sửa chữa vào ngày 16 tháng 1, 1943, Eskdale gia nhập trở lại chi hạm đội và tiếp tục hoạt động tại vùng eo biển. Vào ngày 14 tháng 4, đang khi cùng tàu chị em Glaisdale và năm tàu đánh cá hộ tống cho Đoàn tàu PW232, họ bị tàu phóng lôi E-Boat Đức tấn công ở vị trí 12 mi (19 km) về phía Đông Đông Bắc Lizard. Eskdale trúng hai quả ngư lôi từ tàu phóng lôi S 90 và bị bất động giữa biển; nó đắm tại tọa độ 50°03′B 05°46′T / 50,05°B 5,767°T sau khi tiếp tục trúng ngư lôi từ tàu phóng lôi S112.